# Cerdocyon
Los zorros cangrejeros (Cerdocyon) forman un género de mamíferos carnívoros de la familia de los cánidos. Está compuesto por 2 especies, una extinta y otra aún viviente, la que habita en selvas y bosques de Sudamérica.

## Características y costumbres
Estos cánidos poseen una dieta omnívora variada, alimentándose de pequeños mamíferos, aves, reptiles, anfibios, invertebrados y frutos.

## Taxonomía
Este género fue descrito originalmente en el año 1839 por el artista, militar, naturalista, ilustrador, anticuario y espía británico nacido en Bélgica Charles Hamilton Smith.
Subdivisión
Este género se compone de 2 especies: 
- Cerdocyon thous Linnaeus, 1766
- Cerdocyon avius† Torres & Ferrusquia, 1981[4][5]

## Distribución
Sus especies fueron referidas en ecosistemas boscosos, tropicales y subtropicales de América del Norte, Central y del Sur, y actualmente el género vive desde Panamá por el norte hasta el centro de la Argentina por el sur.